# Port lotniczy Bangkok-Suvarnabhumi

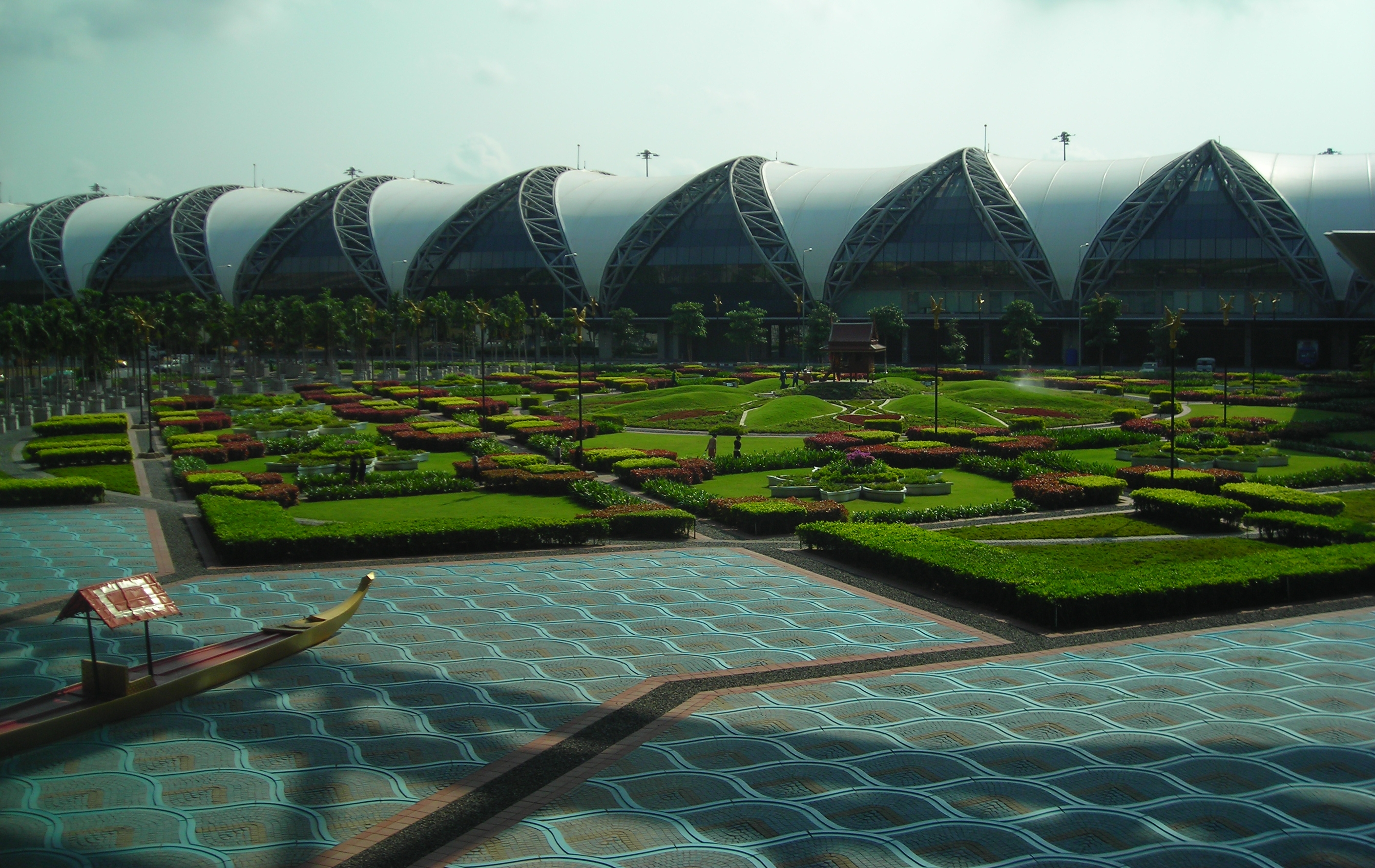
Bangkok-Suvarnabhumi Airport - widok z zewnątrz

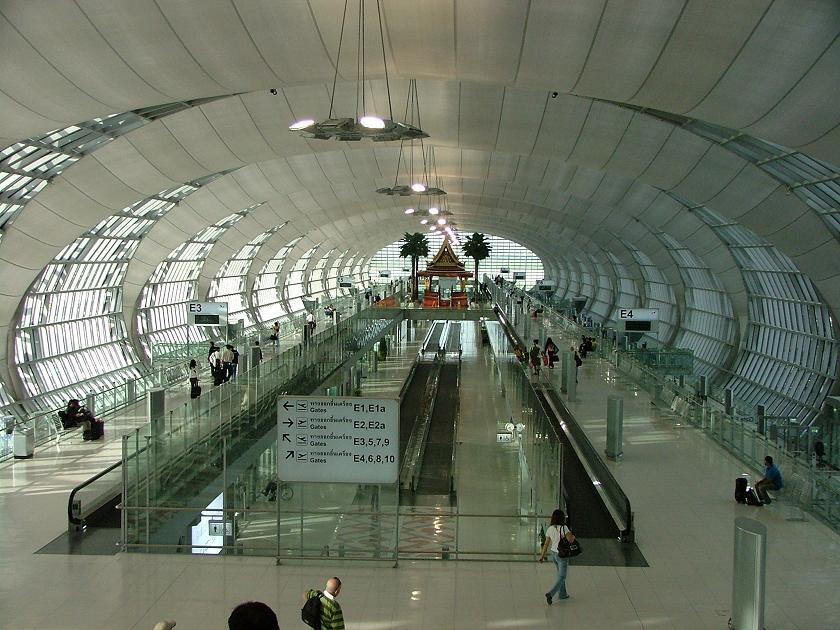
Bangkok-Suvarnabhumi Airport

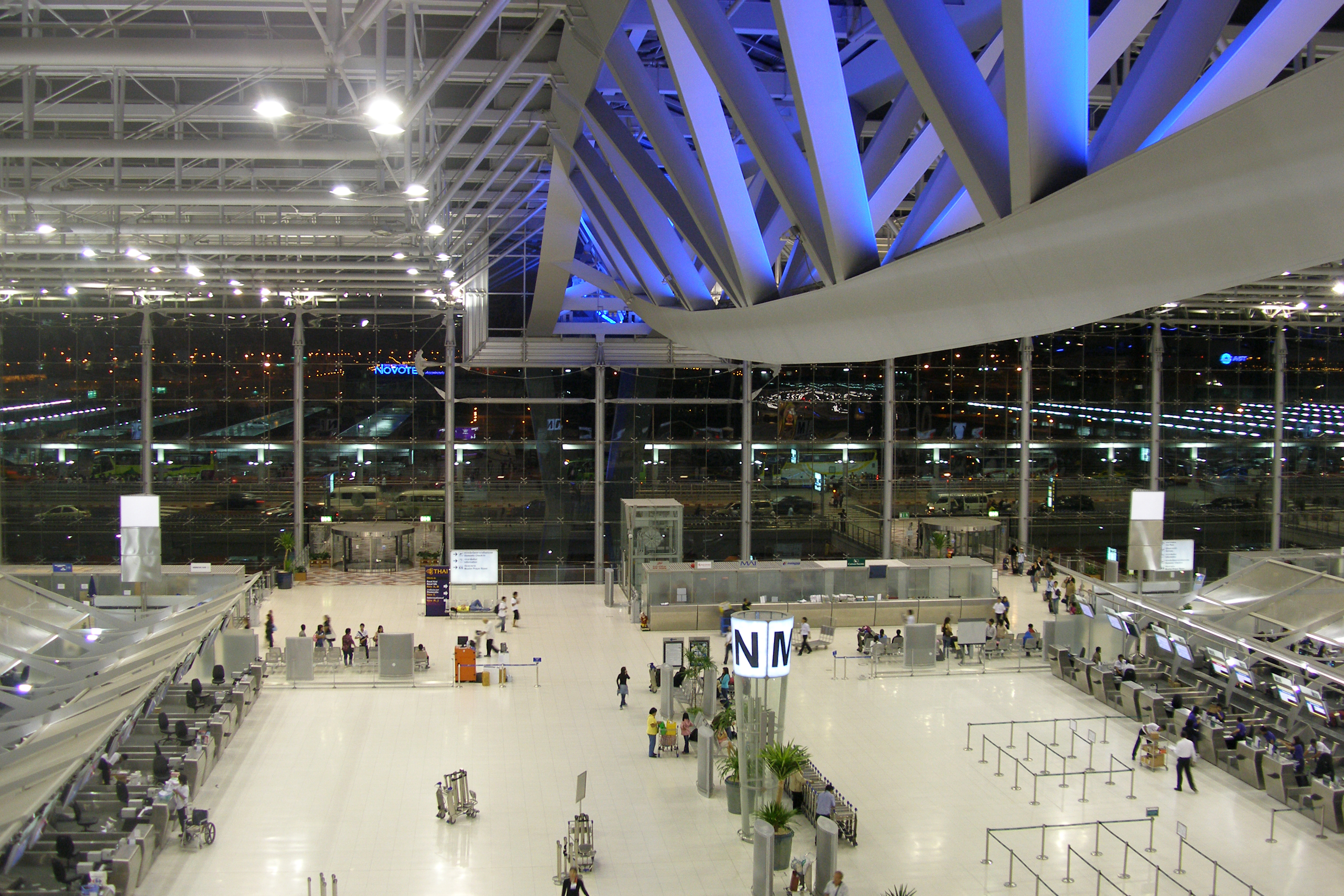
Bangkok-Suvarnabhumi Airport

Port lotniczy Bangkok-Suvarnabhumi (ang.: Suvanabhumi Airport, lub (New) Bangkok International Airport, kod IATA: BKK, kod ICAO: VTBS) – międzynarodowe lotnisko położone 25 km na wschód od Bangkoku. Jest największym portem lotniczym Tajlandii i jednym z największych na świecie. Uroczyste otwarcie nastąpiło 28 września 2006, kiedy przejął rolę lotniska międzynarodowego i desygnację BKK od portu lotniczego Bangkok-Don Muang (obecnie desygnowanego kodem DMK).
Port Suvarnabhumi może obecnie obsłużyć 45 mln pasażerów, a docelowo, po dodaniu 2 dróg startowych - 100 mln.
Niedawno na jego nowych drogach startowych i drogach kołowania odkryto usterki nawierzchni związane z przenikaniem wody do warstw ich konstrukcji. Roboty związane z naprawami i przeciążenie ruchem pasażerskim spowodowały przeniesienie krajowego ruchu lotniczego z powrotem na lotnisko Don Muang.

## Historia
Planowanie drugiego międzynarodowego lotniska w Bangkoku rozpoczęło się na początku lat 60 XX wieku. Od początku był to powolny proces.
8000 akrów (32 km²) ziemi na potrzeby portu lotniczego zostało zakupione w 1973, ale powstanie studenckie 14 października tego samego roku, z konsekwencją obalenia rządu Thanom Kittikachorn i projekt został odłożony na półkę. Po serii wzlotów i upadków, przedsiębiorstwo New Bangkok International Airport (NBIA) powstał w 1996. Ze względu na niestabilność polityczną i gospodarczą, w szczególności po azjatyckim kryzysie finansowym z roku 1997, budowa rozpoczęła się sześć lat później w styczniu 2002. przez rząd Thaksina Shinawatry. Lotnisko znajduje się w nisko położonych bagnach, dawniej znany jako Nong Ngu Hao (tajski: หนอง งูเห่า, Bagna Kobry). W 2005 nadzór nad budową i zarządzanie została przekazana Airports of Thailand PLC, a firma NBIA została rozwiązana.

## Specyfikacja
Koszt budowy szacuje się na 155 miliardów bahtów (3,8 mld USD). Port lotniczy ma dwa równoległe pasy startowe (60 m szerokości, 4000 m i 3700 m długości) oraz dwie równoległe drogi kołowania. Posiada w sumie 120 miejsc postojowych (51 rękawów i 60 bramek), a pięć z nich może obsługiwać Airbusa A380. W głównym budynku terminala pasażerskiego, o zdolności do obsługi 76 operacji lotniczych na godzinę, znajduje się strefa lotów międzynarodowych i krajowych, choć w różnych części hali. W początkowej fazie będzie w stanie obsługiwać 45 milionów pasażerów, oraz 3 mln ton ładunków rocznie. Nad podziemną stacją kolejową, a przed budynkiem terminalu pasażerskiego znajduje się hotel z 600 pokojami prowadzony przez Accor Group pod marką Novotel. Pomiędzy hotelem lotniska i budynkiem terminalu są dwa 5-piętrowe parkingi o łącznej pojemności 5000 samochodów.

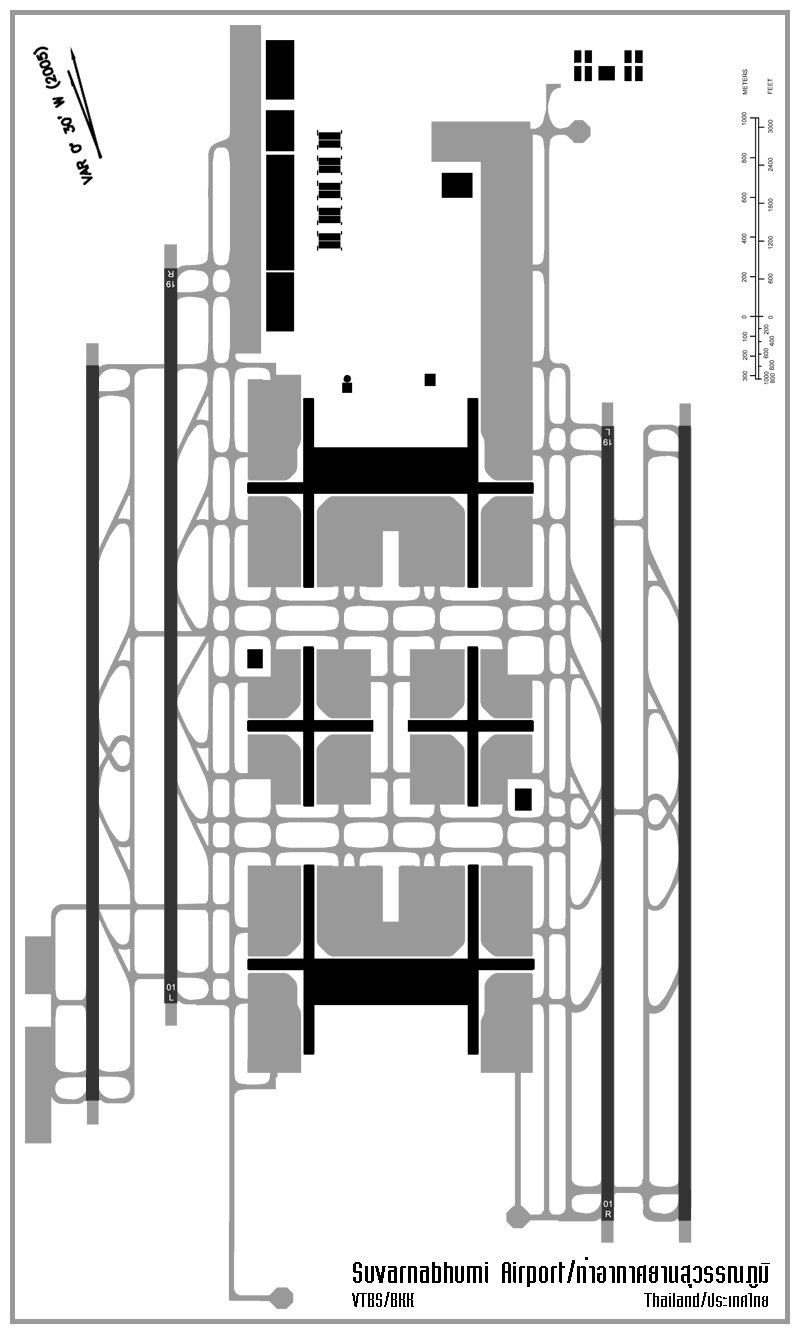
Faza druga lotniska

Długoterminowe plany obejmują cztery pasy startowe oraz dwa główne terminale, dwa terminale satelitarne oraz terminal tanich linii lotniczych. Ich łączna pojemność będzie w stanie obsłużyć ponad 150 milionów pasażerów i 6,4 mln ton ładunków rocznie. Drugi etap rozbudowy lotniska, który polega na budowie budynku satelitarnego na południe od głównego terminalu ma się rozpocząć w ciągu 3-5 lat.
Airports of Thailand PLC (AOT), właściciel i operator lotniska Suvarnabhumi, ogłosiło w dniu 21 lipca 2006, że oddzielny terminal dla tanich przewoźników (LCC) zostanie zbudowane na lotnisku kosztem 600 mln bahtów (15,8 mln USD). Terminal będzie zlokalizowany w pobliżu Pirsu A głównego terminalu. Będzie w stanie obsłużyć ponad 20 mln pasażerów rocznie. Jego koncepcja obsługi będzie wzorowana na terminalach LCC z Kuala Lumpur i Singapuru-Changi. Jednak Port lotniczy Don Mueang jest ponownie w użyciu i jest używany przez niektóre krajowe tanie linie lotnicze i istnieją obawy, czy terminal LCC w Suvarnabhumi będzie potrzebny.

## Linie lotnicze i połączenia

### Kierunki rozkładowe i czarterowe
| Linia lotnicza                | Kierunek |
| ----------------------------- | --- |
| 9 Air                         | 1. Guiyang 2. Haikou |
| Aerofłot                      | 1. Irkuck 2. Chabarowsk 3. Krasnojarsk 4. Moskwa-Szeremietiewo 5. Nowosybirsk 6. Petersburg 7. Władywostok 8. Jekaterynburg |
| Air Arabia                    | 1. Szardża |
| Air Astana                    | 1. Ałmaty |
| Air Austral                   | 1. Réunion |
| Air Busan                     | 1. Pusan 2. Seul-Inczon |
| Aircalin                      | 1. Numea 2. Paryż |
| Air Canada                    | Sezonowo: 1. Vancouver |
| Air China                     | 1. Pekin 2. Chengdu 3. Hangzhou 4. Szanghaj-Pudong |
| Air France                    | 1. Paryż |
| Air India                     | 1. Bombaj 2. Delhi |
| Air India Express             | 1. Amritsar 2. Lucknow 3. Pune 4. Surat |
| Air Japan                     | 1. Tokio-Narita |
| Air Macau                     | 1. Makau |
| Air Premia                    | 1. Seul-Inczon |
| All Nippon Airways            | 1. Tokio-Haneda 2. Tokio-Narita |
| Asiana Airlines               | 1. Seul-Inczon |
| Austrian Airlines             | 1. Wiedeń |
| Bangkok Airways               | 1. Chiang Mai 2. Ko Samui 3. Krabi 4. Lampang 5. Luang Prabang 6. Mae Hong Son 7. Male 8. Phnom Penh 9. Phuket 10. Siem Reap 11. Sukhothai 12. Trat |
| Beijing Capital Airlines      | 1. Changsha 2. Hangzhou 3. Nankin 4. Szanghaj-Pudong |
| Bhutan Airlines               | 1. Kolkata 2. Paro Sezonowo: 1. Gaja |
| Biman Bangladesh Airlines     | 1. Dhaka |
| British Airways               | Sezonowo: 1. Londyn-Gatwick |
| Cambodia Airways              | 1. Siem Reap |
| Cambodia Angkor Air           | 1. Siem Reap |
| Cathay Pacific                | 1. Hongkong 2. Singapur |
| Cebu Pacific                  | 1. Clark 2. Manila |
| Centrum Air                   | 1. Taszkent |
| China Airlines                | 1. Kaohsiung 2. Tajpej-Taiwan |
| China Eastern Airlines        | 1. Pekin-Daxing 2. Chengdu-Tianfu 3. Kanton 4. Kunming 5. Lanzhou 6. Nankin 7. Szanghaj-Pudong 8. Shenzhen 9. Taiyuan 10. Wuhan 11. Yantai |
| China Southern Airlines       | 1. Kanton 2. Jieyang 3. Nanning 4. Shenyang 5. Shenzhen 6. Zhengzhou |
| Condor                        | 1. Frankfurt |
| Drukair                       | 1. Bagdogra 2. Dhaka 3. Paro |
| Eastar Jet                    | 1. Seul-Inczon |
| El Al                         | 1. Tel Awiw |
| Emirates                      | 1. Dubaj 2. Hongkong |
| Ethiopian Airlines            | 1. Addis Abeba 2. Hongkong |
| Etihad Airways                | 1. Abu Zabi |
| EVA Air                       | 1. Amsterdam 2. Londyn-Heathrow 3. Tajpej-Taiwan 4. Wiedeń |
| Finnair                       | 1. Helsinki |
| Firefly                       | 1. Penang |
| Garuda Indonesia              | 1. Dżakarta |
| Greater Bay Airlines          | 1. Hongkong |
| Gulf Air                      | 1. Bahrajn |
| GX Airlines                   | 1. Nanning 2. Yulin |
| Hainan Airlines               | 1. Pekin 2. Haikou |
| HK Express                    | 1. Hongkong |
| Hong Kong Airlines            | 1. Hongkong |
| Hebei Airlines                | 1. Shijiazhuang |
| Iberojet                      | 1. Madryt |
| IndiGo                        | 1. Bangalore 2. Bhubaneswar 3. Ćennaj 4. Delhi 5. Hajdarabad 6. Kalkuta 7. Mumbaj 8. Pune |
| ITA Airways                   | 1. Rzym-Fiumicino |
| Japan Airlines                | 1. Osaka-Kansai 2. Tokio-Haneda 3. Tokio-Narita |
| Jeju Air                      | 1. Pusan 2. Seul-Inczon |
| Jetstar Airways               | 1. Brisbane 2. Melbourne 3. Perth |
| Jetstar Asia                  | 1. Singapur |
| Jin Air                       | 1. Pusan 2. Seul-Inczon |
| Juneyao Air                   | 1. Nankin 2. Szanghaj-Pudong |
| Kenya Airways                 | 1. Kanton 2. Nairobi |
| KLM                           | 1. Amsterdam |
| Korean Air                    | 1. Pusan 2. Seul-Inczon |
| Kunming Airlines              | 1. Kunming |
| Kuwait Airways                | 1. Kuwejt |
| Lao Airlines                  | 1. Luang Prabang 2. Wientian |
| Loong Air                     | 1. Hangzhou |
| LOT                           | Sezonowoy czarter: 1. Warszawa-Chopin 2. Katowice |
| Lucky Air                     | 1. Chengdu-Tianfu 2. Kunming |
| Lufthansa                     | 1. Monachium |
| Mahan Airlines                | 1. Teheran-Imam Khomeini |
| Malaysia Airlines             | 1. Kuala Lumpur |
| MIAT Mongolian Airlines       | 1. Ułan Bator |
| Myanmar Airways International | 1. Mandalaj 2. Rangun |
| Myanmar National Airlines     | 1. Rangun |
| Nepal Airlines                | 1. Katmandu |
| Norse Atlantic Airways        | 1. Oslo 2. Sztokholm-Arlanda |
| Oman Air                      | 1. Maskat |
| Peach Aviation                | 1. Osaka-Kansai |
| Philippine Airlines           | 1. Cebu 2. Manila |
| Qantas                        | 1. Sydney |
| Qatar Airways                 | 1. Doha |
| Qingdao Airlines              | 1. Qingdao |
| Royal Brunei Airlines         | 1. Brunei |
| Royal Jordanian               | 1. Amman |
| Ruili Airlines                | 1. Lijiang |
| S7 Airlines                   | 1. Irkuck 2. Nowosybirsk |
| SalamAir                      | 1. Maskat |
| Saudia                        | 1. Dżudda 2. Rijad |
| SAS                           | Sezonowo: 1. Kopenhaga |
| Scoot                         | 1. Singapur |
| Shandong Airlines             | 1. Jinan 2. Qingdao |
| Shanghai Airlines             | 1. Szanghaj-Pudong 2. Wenzhou |
| Shenzhen Airlines             | 1. Shenzhen 2. Yuncheng |
| Sichuan Airlines              | 1. Chengdu-Tianfu 2. Haikou |
| Singapore Airlines            | 1. Singapur |
| Sky Angkor Airlines           | 1. Phnom Penh |
| SpiceJet                      | 1. Delhi 2. Kolkata |
| Spring Airlines               | 1. Chengdu-Tianfu 2. Fuzhou 3. Kanton 4. Lanzhou 5. Szanghaj-Pudong 6. Xi'an |
| SriLankan Airlines            | 1. Kolombo |
| Starlux Airlines              | 1. Tajpej-Taiwan |
| SWISS                         | 1. Zurych |
| Thai AirAsia                  | 1. Chiang Mai 2. Hat Yai 3. Khon Kaen (od 1 lutego 2025) 4. Krabi 5. Phuket 6. Udon Thani (od 1 lutego 2025) |
| Thai Airways International    | 1. Ahmedabad 2. Bangalore 3. Pekin 4. Bruksela 5. Chengdu-Tianfu 6. Ćennaj 7. Chiang Mai 8. Chiang Rai 9. Kolombo 10. Kopenhaga 11. Delhi 12. Bali 13. Dhaka 14. Frankfurt 15. Fukuoka 16. Kanton 17. Hanoi 18. Hat Yai 19. Ho Chi Minh 20. Hongkong 21. Hajdarabad 22. Islamabad 23. Stambuł 24. Dżakarta 25. Kaohsiung 26. Karaczi 27. Katmandu 28. Khon Kaen 29. Koczin 30. Kalkuta 31. Krabi 32. Kuala Lumpur 33. Kunming 34. Lahaur 35. Londyn-Heathrow 36. Manila 37. Melbourne 38. Mediolan 39. Mumbaj 40. Monachium 41. Nagoja 42. Osaka-Kansai 43. Oslo 44. Paryż 45. Penang 46. Perth 47. Phnom Penh 48. Phuket 49. Sapporo-Chitose 50. Seul-Inczon 51. Szanghaj-Pudong 52. Siem Reap 53. Singapur 54. Sztokholm-Arlanda 55. Sydney 56. Tajpej-Taiwan 57. Tokio-Haneda 58. Tokio-Narita 59. Ubon Ratchathani 60. Udon Thani 61. Wientian 62. Rangun 63. Zurych Sezonowo: 1. Gaja |
| Thai VietJet Air              | 1. Pekin-Daxing 2. Changsha 3. Changzhou 4. Chengdu-Tianfu 5. Chiang Mai 6. Chiang Rai 7. Da Nang 8. Fukuoka 9. Kanton 10. Guilin 11. Haikou 12. Hangzhou 13. Hat Yai 14. Hefei 15. Ho Chi Minh 16. Khon Kaen 17. Krabi 18. Makau 19. Mumbaj 20. Naha 21. Nanchang 22. Nankin 23. Ningbo 24. Osaka-Kansai 25. Phnom Penh 26. Phuket 27. Phu Quoc 28. Sapporo-Chitose 29. Szanghaj-Pudong 30. Surat Thani 31. Tajpej-Taiwan 32. Ubon Ratchathani 33. Udon Thani 34. Xuzhou 35. Zhengzhou Sezonowo: 1. Gaja |
| Turkish Airlines              | 1. Stambuł |
| Turkmenistan Airlines         | 1. Aszchabad |
| T'way Air                     | 1. Daegu 2. Seul-Inczon |
| Urumqi Air                    | 1. Luoyang 2. Urumczi |
| US-Bangla Airlines            | 1. Dhaka |
| Uzbekistan Airways            | 1. Taszkent |
| VietJet Air                   | 1. Hanoi 2. Ho Chi Minh |
| Vietnam Airlines              | 1. Da Nang 2. Hanoi 3. Ho Chi Minh |
| Vietravel Airlines            | 1. Hanoi 2. Ho Chi Minh |
| West Air                      | 1. Zhengzhou |
| Xiamen Air                    | 1. Fuzhou 2. Quanzhou 3. Xiamen |
| Zipair Tokyo                  | 1. Tokio-Narita |

### Cargo
- Air France Cargo (Paryż)
- Air Hong Kong (Hongkong, Penang)
- ANA Cargo (Okinawa, Tajpej-Taoyuan, Singapur)
- Asiana Cargo (Seul)
- Cardig Air (Hongkong, Dżakarta, Singapur)
- Cargolux (Szanghaj-Pudong, Xiamen, Baku, Luksemburg)
- Cathay Pacific Cargo (Hongkong)
- China Airlines Cargo (Tajpej-Taoyuan, Luksemburg, Abu Zabi)
- DHL
- El Al Cargo (Tel Awiw)
- Emirates SkyCargo (Dubaj)
- EVA Air Cargo (Tajpej-Taoyuan)
- FedEx Express (Kanton)
- Jett8 Airlines Cargo (Singapur)
- K-Mile Air (Ho Chi Minh, Singapur)
- KLM Cargo (Amsterdam, Tajpej-Taoyuan)
- Korean Air Cargo (Seul, Singapur)
- Kuzu Airlines Cargo (Stambuł)
- Lufthansa Cargo (Frankfurt, Szardża, Bombaj)
- MASKargo (Kuala Lumpur)
- Martinair Cargo (Amsterdam, Singapur)
- Nippon Cargo Airlines (Singapur, Tokio-Narita)
- Saudi Arabian Airlines Cargo (Kanton, Dżudda, Rijad, Szanghaj)
- Shanghai Airlines Cargo (Singapur, Szanghaj)
- Singapore Airlines Cargo (Madras, Bombaj, Singapur, Tokio-Narita)
- Thai Airways Cargo obsługiwane przez Southern Air (Amsterdam, Madras, Delhi, Dubaj, Frankfurt, Hongkong)
- Tri-MG Intra Asia Airlines (Ho Chi Minh, Phnom Penh)
- UPS Airlines
- Yanda Airlines (Coimbatore, Tokio, Seul, Szanghaj, Pune, Delhi)
- Yangtze River Express

## Transport

### Kolej
23 sierpnia 2010 został otwarty Suvarnabhumi Airport Link, po wielu latach opóźnienia, kosztem 30 mld bahtów. Airport Rail Link (ARL) jest obsługiwany przez SRTET, spółkę zależną Kolei Tajskich. Linia posiada standardowy rozstaw toru i ma 28,6 km długości i znajduje się w większości na wiadukcie. Biegnie głównie wzdłuż istniejących linii kolejowych oraz równolegle do autostrady nr 7 i Si Rat Expressway. Istnieje krótki odcinek podziemny, w pobliżu terminalu lotniska. 
Airport Rail Link kursuje codziennie od 6 do 24. Jedna podróż w obie strony kosztuje od 15 do 45 bahtów lub 150 bahtów na City Line i Express Line. Przejazd pociągiem na linii Express (non-stop do Makksan) i City Line (sześć przystanków do Phaya Thai) zajmuje odpowiednio 15 do 27 minut. Stacja Suvarnabhumi znajduje się w głównym budynku terminalu (poziom B1, dwa piętra poniżej hali przylotów).

### Autobus
Port lotniczy posiada 4 linie AirPort Express łączące go z centrum Bangkoku. Autobusy są klimatyzowane, z dużą przestrzenią bagażową. Podróżni mogą wsiadać do autobusu na pierwszym piętrze terminala. Cztery następujące trasy:
| Linia               | Trasa               | Uwagi                                                   |
| Airport Express Bus | Airport Express Bus | Airport Express Bus                                     |
| ------------------- | ------------------- | ------------------------------------------------------- |
| AE1 Suvarnabhumi    | Silom Road          | autostradą                                              |
| AE2 Suvarnabhumi    | Thanon Khao San     | autostradą                                              |
| AE3 Suvarnabhumi    | CentralWorld        | przez Sukhumvit Rd.                                     |
| AE4 Suvarnabhumi    | Hua Lamphong        | (Dworzec Centralny) przez Victory Monument (autostradą) |

Dodatkowo, 12 tras miejskich klimatyzowanych autobusów obsługiwanych przez Bangkok Mass Transit Authority (BMTA) obsługują lotnisko. Autobusy miejskie oferują tańsze połączenia za 35 bathów, w porównaniu z autobusem ekspresowym. 12 następujących tras:
| Linia             | Trasa                                                                    | Uwagi                       |
| ----------------- | ------------------------------------------------------------------------ | --------------------------- |
| 549 Suvarnabhumi  | Minburi-Bangkapi                                                         | via Seri Thai Rd.           |
| 550 Suvarnabhumi  | Lat Phrao MRT Station Ratchada-Lat Phrao Intersection                    |                             |
| 551 Suvarnabhumi  | Victory Monument                                                         | via Rama IX Rd.             |
| 552 Suvarnabhumi  | Hua Lumphong (Dworzec Centralny)                                         | via On Nut BTS station      |
| 552A Suvarnabhumi | Samut Prakarn                                                            | (Phraeksa BMTA Depot)       |
| 553 Suvarnabhumi  | Samut Prakarn                                                            | (Crocodile Farm BMTA Depot) |
| 554 Suvarnabhumi  | Rangsit via Don Mueang and Ram Indra Rd.                                 | autostradą                  |
| 555 Suvarnabhumi  | Rangsit via Don Mueang and Central Plaza Lad Phrao                       | autostradą                  |
| 556 Suvarnabhumi  | Southern Bus Terminal via Ratchadamnoen Klang Rd. and Democracy Monument | autostradą                  |
| 557 Suvarnabhumi  | Wongwian Yai                                                             | Out of Service              |
| 558 Suvarnabhumi  | Thonburi Housing Community – Central Plaza Rama II                       |                             |
| 559 Suvarnabhumi  | Future Park Rangsit via Dream World                                      | autostradą                  |

| Linia                   | Trasa                   | Uwagi                   |
| Połączenia dalekobieżne | Połączenia dalekobieżne | Połączenia dalekobieżne |
| ----------------------- | ----------------------- | ----------------------- |
| Transport Company Bus   | Pattaya                 |                         |
| Transport Company Bus   | Nong Khai               |                         |

### Samochodem
Lotnisko posiada 5 głównych dróg dojazdowych. Wśród nich najbardziej dogodną trasą jest autostrada Bangkok Chon Buri (Autostrada nr 7). Innym głównym dojazdem do lotniska jest znajdująca się w prowincji Samut Prakan autostrada z Bang do Bang Pakong.

### Taxi
Taksówki są dostępne na parterze lotniska, na niższym poziomie hali przylotów.